# Mellite
La mellite è un minerale. Il minerale è un sale dell'acido mellitico.
Il nome del minerale deriva dal prefisso latino mel- che indica il miele per via del colore giallo miele.

## Abito cristallino
In cristalli grossolani. Massivo, granulare.

## Origine e giacitura
Entro le ligniti.

## Forma in cui si presenta in natura
In cristalli dentro alcune ligniti.

## Proprietà chimico-fisiche
- Peso molecolare: 534,47 grammomolecole[2]
- Composizione chimica[2]:
  - Alluminio 10.10 %
  - Idrogeno 9.05 %
  - Carbonio 26.97 %
  - Ossigeno 53.88 %
  - Totale ossidi[2]:
    - Al2O3 19,08%
    - acqua 80,90%
- Fosforescenza ai raggi ultravioletti lunghi e corti: blu[2]
- Densita elettroni: =1.74 g/c³[2]
- Indici quantici[2]:
  - fermioni = 0,0032386455
  - bosoni = 0,9967613545
- Indici di fotoelettricità[2]:
  - PE=0.49 barn/elettroni
  - ρ= 0,85 barn/c³.
- Indice di radioattività: GRapi = 0 (Il minerale non è radioattivo)[2]